# Wirtschaft in Magdeburg
Sachsen-Anhalts Landeshauptstadt Magdeburg zählt zu den ältesten Industriezentren in Deutschland und ist ein wichtiger Wirtschaftsstandort in Ost- und Mitteldeutschland. Die Stadt liegt am Schnittpunkt wichtiger Transportwege (Autobahnkreuz, Eisenbahnknoten, Wasserstraßenkreuz) und bietet mit seinen Bildungs- und Forschungseinrichtungen eine essenzielle Grundlage für die Wirtschaft.
Neben Logistik, Umwelttechnologie, Kreislaufwirtschaft, Gesundheitswirtschaft, Maschinen- und Anlagenbau gehören die wachsende Kultur- und Kreativwirtschaft und Informations- und Kommunikationstechnologiebranche zu den Schwerpunktbranchen in Magdeburg.
Zu den größten und erfolgreichsten Unternehmen gehören zum Beispiel FAM, regiocom, Enercon, Getec heat & power, Siemens oder T-Systems.
Im Jahr 2021 hat Magdeburg ein Wirtschaftswachstum von 4,6 % und hält mit 13,2 % den größten Anteil am Bruttoinlandsprodukt in Sachsen-Anhalt. Die Arbeitslosenquote lag im September 2022 bei 8,4 %. Im Juni 2021 gab es 109.540 sozialversicherungspflichtig Beschäftigte am Arbeitsort Magdeburg, unter denen sich 44.883 Einpendler befinden. Mit 30.708 Auspendlern beträgt das Pendlersaldo +14.175. Auf 1.000 Einwohner im Alter zwischen 15 und 64 kamen 2019 804 sozialversicherungspflichtig Beschäftigte. 2012 wurde die Stadt in einer Studie durch Experten als dynamischste Großstadt Deutschlands ermittelt.

## Standortfaktoren

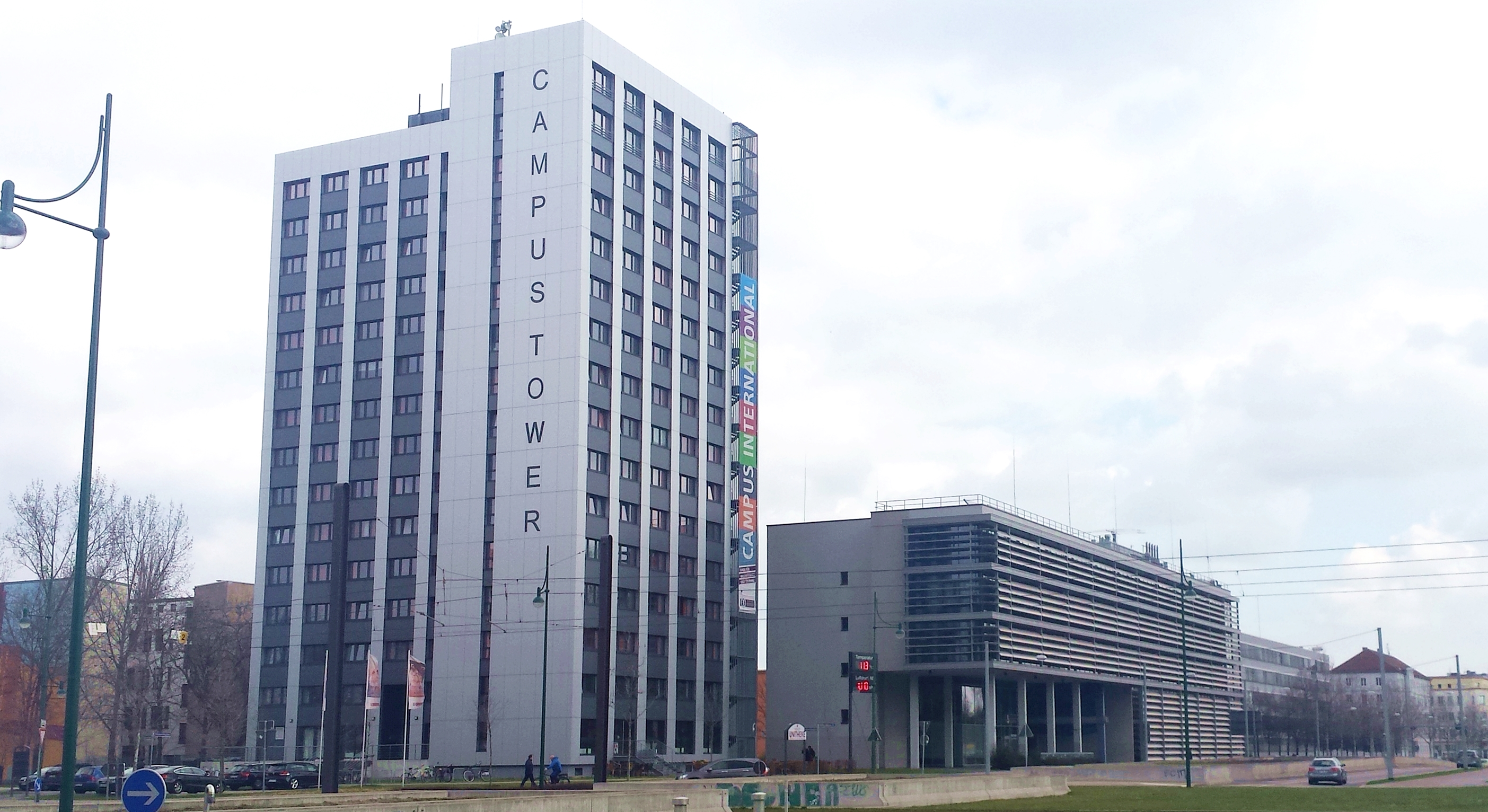
Otto-von-Guericke-Universität

Magdeburg ist mit seinen zahlreichen Industrie- und Gewerbeparks und dem direkt an Magdeburg angrenzenden Technologiepark Ostfalen ein wichtiger und stetig wachsender Wirtschaftsstandort und nutzt mit seinen umliegenden Landkreisen Börde, Jerichower Land und Salzlandkreis als Region Magdeburg gemeinsame Standortvorteile, wie zum Beispiel die große Fruchtbarkeit der Magdeburger Börde und die Mineralschätze im Magdeburger Umland, darunter Salz, Kali und Braunkohle. Sie wird zu einem wichtigen Verkehrs-, Logistik- und Distributionskreuz in den neuen Bundesländern ausgebaut. Als Landeshauptstadt Sachsen-Anhalts werden durch die Nähe zur Politik schnelle Entscheidungsfindungen begünstigt. Mit relativ niedrigen Mieten, einem vielfältigen Kultur- und Freizeitangebot, vielen sportlichen Veranstaltungen, zahlreichen Grünflächen und verschiedenen Naherholungsgebieten bietet Magdeburg eine gute Grundlage für einen modernen Wirtschaftsraum. Außerdem besitzt die Stadt eine gut ausgebaute medizinische Grundversorgung mit ihren vier Krankenhäusern, darunter zwei als Maximalversorger.
Magdeburg wurde 2012 zur dynamischsten Großstadt Deutschlands gewählt. Gründe dafür sind die in den letzten Jahren auf 10,5 % stark gesunkene Arbeitslosenquote und die um 42 % gestiegene Einkommenssteuerkraft. Außerdem lobten überdurchschnittlich viele Unternehmen die Wirtschaftsfreundlichkeit der Verwaltung. Die Stadt Magdeburg bietet sieben Innovations- und Gründerzentren mit unterschiedlichen thematischen Schwerpunkten für ansiedelnde Unternehmen an.

### Bildung und Forschung

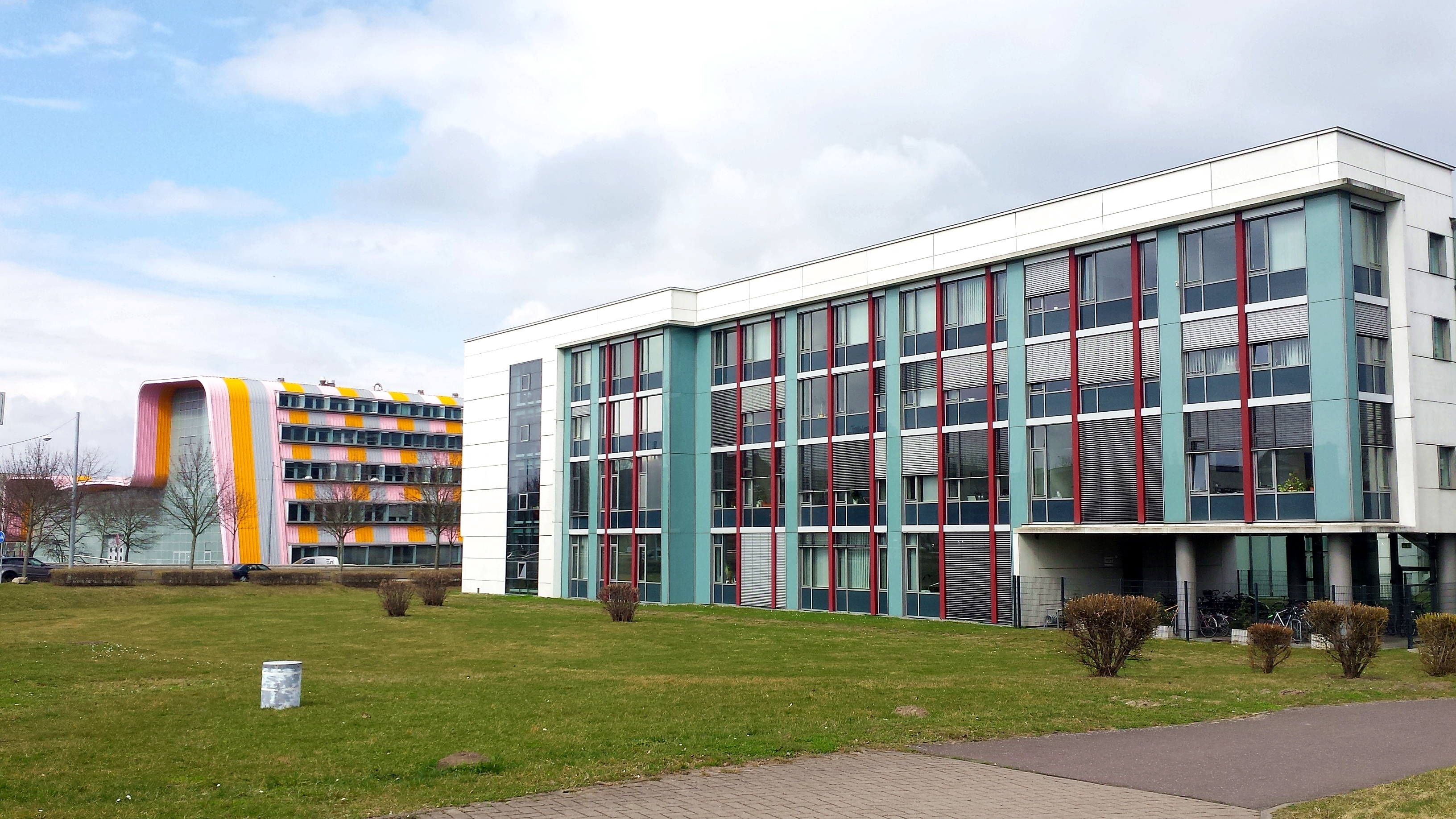
Experimentelle Fabrik und Max-Planck-Institut für Dynamik komplexer dynamischer Systeme

Magdeburg ist ein wichtiger Bildungs- und Forschungsstandort. In der Otto-von-Guericke-Universität und Fachhochschule Magdeburg-Stendal studieren etwa 19.000 Studenten.
Daneben beherbergt die Stadt mehr als 20 Forschungseinrichtungen, unter anderem das Fraunhofer-Institut für Fabrikbetrieb und -automatisierung, das Max-Planck-Institut für Dynamik komplexer technischer Systeme, das Leibniz-Institut für Neurobiologie, das Helmholtz-Zentrum für Umweltforschung oder das Deutsche Zentrum für Neurodegenerative Erkrankungen. Im Stadtquartier Wissenschaftshafen haben sich mehrere Forschungseinrichtungen wie das Institut für Automation und Kommunikation oder das Virtual Development and Training Centre angesiedelt. In den kommenden Jahren soll das Gebiet zu einem Zentrum für Forschungseinrichtungen ausgebaut werden.

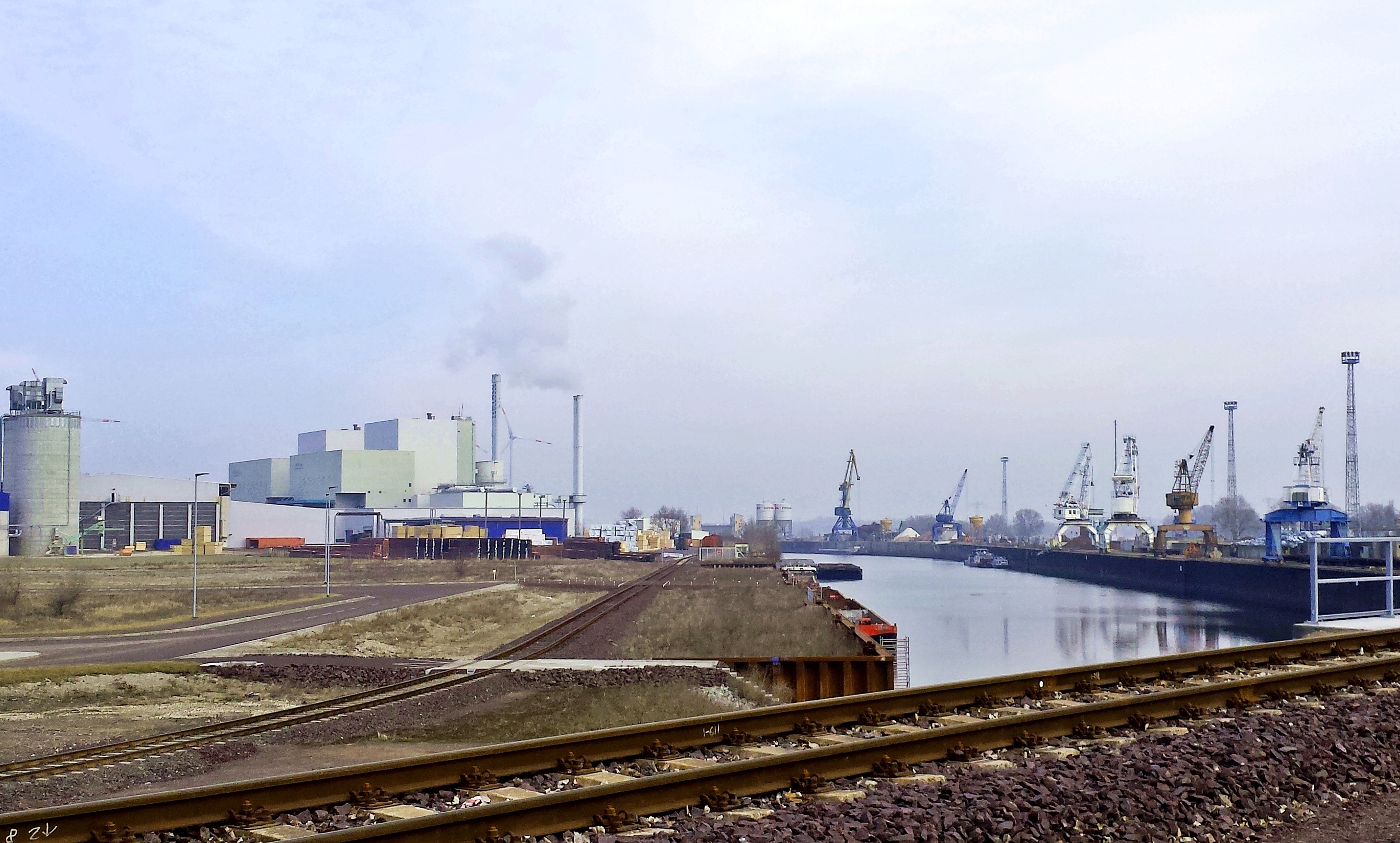
Kanalhafen Magdeburg

### Verkehr und Infrastruktur
Die Stadt liegt verkehrsgünstig im Schnittpunkt Deutschlands und Europas mit wichtigen Verkehrsadern wie der Ost-West-Magistrale A 2 Hannover – Berlin, eine der meistfrequentierten Bundesautobahnen Deutschlands, und der am Autobahnkreuz Magdeburg kreuzenden A 14 Magdeburg – Leipzig. In Planung und teilweise im Bau ist die Nordverlängerung der A 14 in Richtung Schwerin.
Die B 1 führt von Ost nach West durch Magdeburg und dient mit dem von Norden nach Süden verlaufenden Magdeburger Ring als Hauptverkehrsachsen durch die Stadt. Über den Magdeburger Ring laufen die Bundesstraßen B 189, B 71 und die B 81, welche alle in Magdeburg anfangen und enden. Außerdem beginnen östlich von Magdeburg die Bundesstraßen B 184 und B 246.
Magdeburg fungiert weiterhin als Eisenbahnknoten, in dem sich fünf Eisenbahn-Hauptverkehrsstrecken treffen. Täglich passieren rund 800 Züge den Eisenbahnknoten. Die Stadt besitzt einen Güterbahnhof in Magdeburg-Rothensee und den noch als Abstellbahnhof genutzten Rangierbahnhof in Magdeburg-Buckau.
Neben dem Straßen- und Schienenverkehr ist Magdeburg optimal an den Schiffsverkehr angebunden. Die Stadt liegt an Europas größtem Wasserstraßenkreuz, an dem die Elbe den Mittellandkanal und den Elbe-Havel-Kanal kreuzt. Der Hafen Magdeburg ist einer der größten Binnenhäfen Deutschlands und besteht aus vier für den Güterumschlag genutzten Häfen. Er besitzt eine an den Eisenbahnknoten Magdeburg angeschlossene Hafenbahn und liegt im Einzugsbereich der Seehäfen Hamburg und Bremen.
Im Norden der Stadt wurde am Industrie- und Logistikcentrum Magdeburg Rothensee (ILC) am Schnittpunkt von Straße, Schiene und Wasser das einzige in Sachsen-Anhalt ausgewiesene Güterverkehrszentrum (GVZ) integriert.
Weiterhin befindet sich südlich der Stadt der Business-Airport Flugplatz Magdeburg. In etwa 30 km Entfernung liegt der Flughafen Magdeburg-Cochstedt, welcher durch neue Investitionen in ein 68 ha großes Industrie- und Gewerbegebiet und zwei große Cargo-Hallen Frachtflugverkehr anbieten kann. Ferner liegt der Wirtschaftsstandort Magdeburg im Dreieck der großen Flughäfen Halle-Leipzig, Hannover und Berlin-Brandenburg.
Der ÖPNV ist mit der S-Bahn Mittelelbe, den Regionalbahnen, Straßenbahnlinien, Stadtbuslinien und Fähren aufgestellt. Tariflich zusammengefasst sind diese im Magdeburger Regionalverkehrsverbund (marego).

## Geschichte

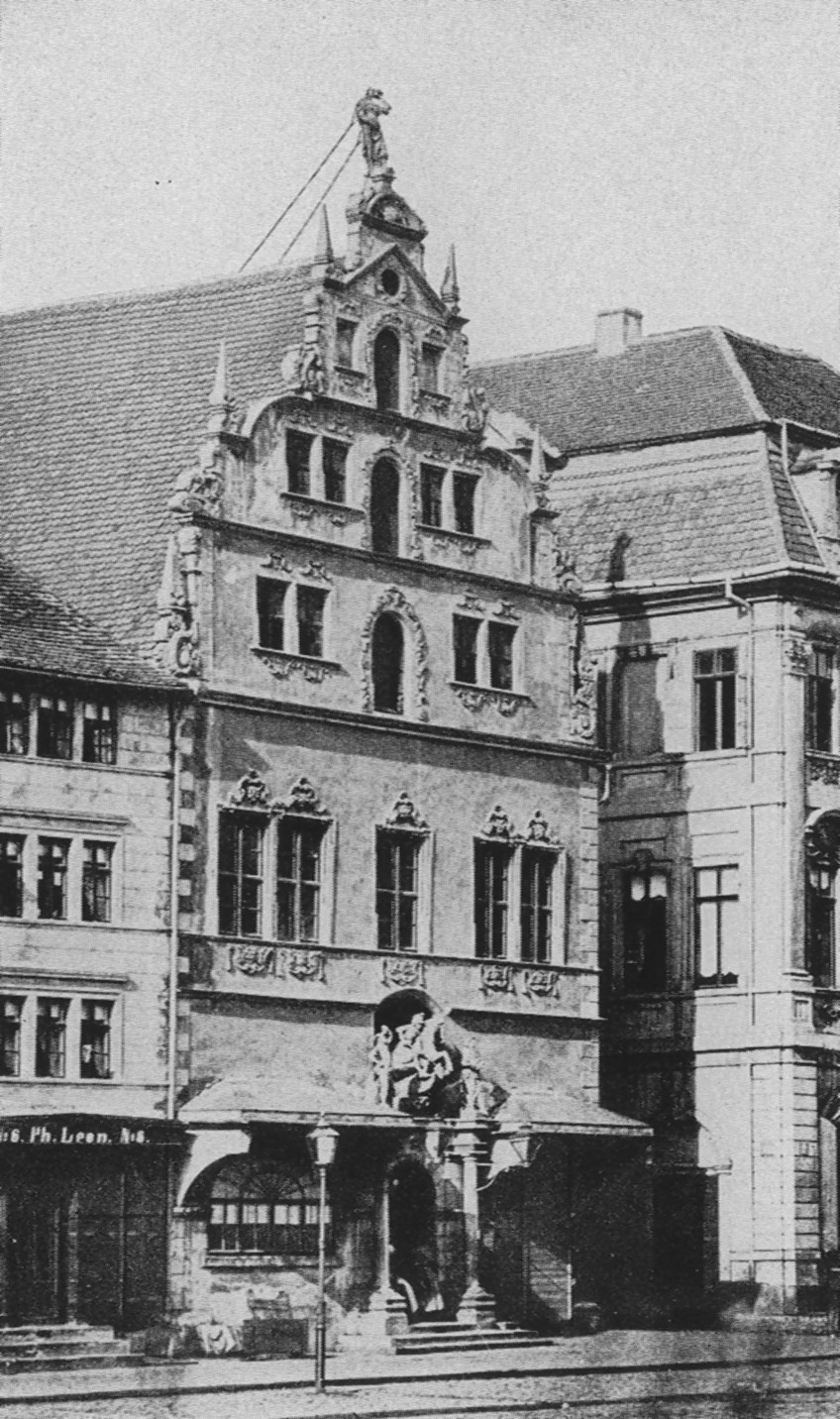
Magdeburger Börse

### Mittelalter bis Beginn der Neuzeit
Der Erhalt des Marktrechts durch Kaiser Otto I. im Jahre 965 war für Magdeburg und die umliegenden Regionen der Beginn einer florierenden und wachsenden Wirtschaft. Nachdem die Stadt 1188 das Stadtrechtsprivileg erhielt und somit alle an der Stadt vorbeiführenden Waren zunächst dort angeboten werden mussten, wuchs der Wohlstand der Stadt immer weiter. Die Stadt wurde im Mittelalter ein bedeutender Handelsort und war Knotenpunkt wichtiger Fernverbindungen wie der Heerstraße Magdeburg-Brandenburg oder der Lüneburger Heerstraße.
Ende des 13. Jahrhunderts wurde Magdeburg Mitglied der Hanse. Sie schloss sich den sächsischen Städtebünden an und entwickelte sich neben Braunschweig zum Vorort des Sächsischen Städtebundes.
Aufgrund des Magdeburger Stapelrechts monopolisierte sich der Getreidehandel an der mittleren Elbe. Magdeburg galt wegen seiner zentralen Stellung im Kornhandel als „Brothaus der Hanse“. Fernbeziehungen hatte Magdeburg bis nach Nordfrankreich, Flandern, England, Polen, Russland, Schweden und Norwegen.
Die Landwirtschaft profitiert wie schon seit Jahrhunderten vom Boden der Magdeburger Börde, einem Boden mit der besten Bodenqualität, welcher Voraussetzung für die Ernährungswirtschaft ist. Aufgrund des fruchtbaren Bodens und klaren Quellwassers der Heide entwickelte sich Magdeburg im Spätmittelalter zu einer Hochburg des Bierbrauens, das schon im 11. Jahrhundert im örtlichen Kloster Unser Lieben Frauen betrieben wurde. Im Jahr 1309 wurde erstmals eine bürgerliche, gewerbliche Brauerei in Magdeburg urkundlich erwähnt; um 1500 existierten in Magdeburg rund 500 Brauhäuser, die ihr Bier bis nach Bayern hin verkauften.
Als 1646 Otto von Guericke Bürgermeister von Magdeburg wurde, begann er aus dem katholischen Frankreich fliehende Protestanten in der Stadt anzusiedeln. Viele waren gut ausgebildet, gründeten eigene Firmen und sorgten so für einen weiteren Wirtschaftsaufschwung.
Nach einem ersten gescheiterten Anlauf im Jahre 1824 wurde 1843 die Wiederbelebung der Magdeburger Börse angetrieben. Neben Getreide, Kartoffeln, Öl, Spiritus und Unternehmenspapieren wurde hauptsächlich Zucker gehandelt, da Magdeburg durch die Gewinnung von Zuckerrüben in der ertragreichen Magdeburger Börde ein bedeutendes Zentrum der europäischen Zuckerindustrie wurde. Die Magdeburger Börse erreichte neben Paris und London sogar den Status einer Weltleitbörse.

### Industrialisierung

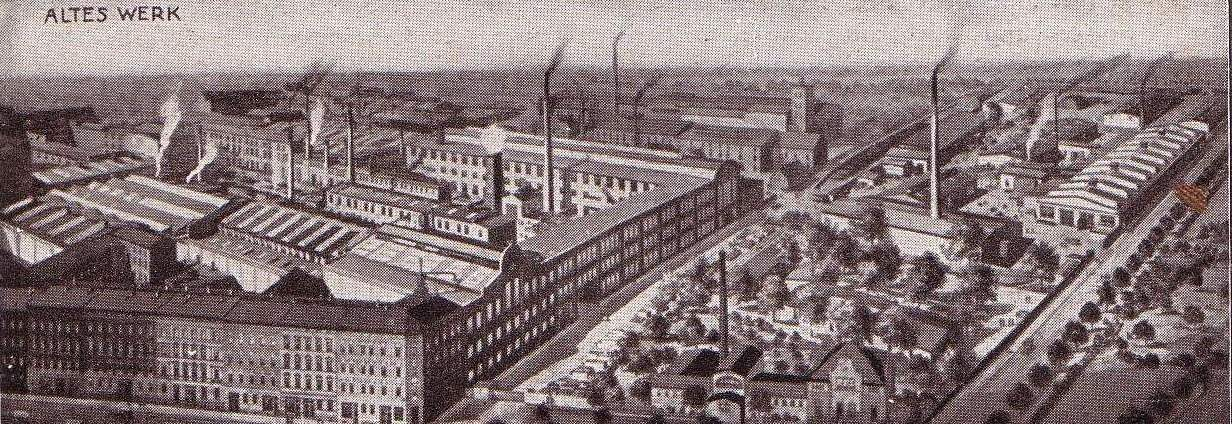
Polte-Werke um 1905

In den 1830er Jahren begann die industrielle Produktion. Die Stadt wird in den Folgejahren zum Wirtschaftszentrum im nördlichen Mitteldeutschland, da sie durch die drei privaten Eisenbahngesellschaften hervorragend per Schiene zu erreichen war, die Dampfschifffahrt auf der Elbe florierte und die Wirtschaft kräftig wuchs.
Durch die Wachstumsentwicklung des Hamburger Hafens wuchs der Bedarf an Lager- und Umschlagplätzen auch im Hinterland, woraufhin 1886 der Bau des Handelshafens begann. Nach siebenjähriger Bauzeit wurde 1893 dann der Handelshafen in Betrieb genommen. Für den Umschlag von Zucker und Salz erlangte er in jener Zeit den Ruf als bedeutendster Hafen. Gleichzeitig schafften sich die Unternehmen im Magdeburger Raum immer modernere Maschinen an, sodass 1861 in der Umgebung 814 Dampfmaschinen arbeiteten – nur in Düsseldorf gab es mit 918 Maschinen mehr. Durch die Familie Gruson wurde Buckau zum Maschinenbaustandort. Das Grusonwerk wurde nach dem Krupp-Werk in Essen zum zweitgrößten Waffenproduzenten in Deutschland.
Im gleichen Zeitraum siedelten sich weitere bekannte Maschinenbauunternehmer in Magdeburg an. Beispielsweise eröffneten 1828 die „Magdeburger Dampfschiffahrt-Companie“ und die Maschinenfabrik „Alte Bude“. Durch die Erweiterung des Schienennetzes in Magdeburg vergrößerte sich die Wirtschaft zunehmend. 1850 gründete Bernhard Schäffer das Armaturenwerk Schäffer & Budenberg, Rudolf Ernst Wolf eröffnete 1862 eine Maschinenfabrik (1928 Fusion zur Maschinenfabrik Buckau R. Wolf), welche neben der Armaturenfabrik Polte zu den führenden Munitionsfabriken wurde, und 1886 nahm Fahlberg-List die weltweit erste Saccharinfabrikation auf.
In der Gründerzeit erfuhr Magdeburg einen weiteren großen wirtschaftlichen Entwicklungsschub und weitere Unternehmen siedelten sich an.

### Erster Weltkrieg und Weimarer Republik
Magdeburgs Schwerindustrie verdiente sehr gut am Ersten Weltkrieg. Unternehmen fingen an ihre Produkte zu ändern, so produzierte die Bonbonmaschinenfabrik Lichtenberg statt Bonbons auf einmal Geschosshülsen, die Nähmaschinenfabrik Mundlos produziert Bajonette. Aufgrund der vielen Fabriken zogen zahlreiche Menschen aus den Dörfern nach Magdeburg, ganze Siedlungen am Stadtrand wurden durch Architekten wie Bruno Taut und Otto Richter errichtet.
Nach Kriegsende gehörte Magdeburg mit über 300.000 Einwohnern zu den 20 größten Städten Deutschlands. Jedoch erfuhr die Magdeburger Wirtschaft eine Krise, da die Rüstungsbetriebe auf zivile Produkte umstellten und viele Mitarbeiter entlassen müssen. Durch den Bau des Mittellandkanals und eines neuen Industriegebiets im Norden sollte Abhilfe geschaffen werden. Außerdem entstand der Kanalhafen, Magdeburgs größter Hafen.
1927 wurden im Rotehornpark für die Deutsche Theaterausstellung Ausstellungshallen, die Stadthalle und ein Aussichtsturm errichtet. Das Messegelände machte Magdeburg in den Folgejahren zu einem führenden Messeplatz.

### Drittes Reich
Nach der Machtergreifung Hitlers 1933 wird in den 1940er Jahren die Wirtschaft landesweit auf Kriegswirtschaft umgebaut. Sie soll unabhängig von ausländischen Rohstofflieferungen werden. Dies bringt einen Aufschwung für die mitteldeutsche Chemie- und Braunkohleindustrie. Durch den Bau der Reichsautobahn und der Fertigstellung des Mittellandkanals sinken in Magdeburg die Arbeitslosenzahlen. Das Polte-Werk wird zum größten Munitionshersteller Europas. Die Junkers Flugzeug- und Motorenwerke werden zu einem der größten Hersteller von Flugzeugmotoren. Dort wurden 1944 die ersten Düsentriebwerke in Serie gebaut. Die Krupp-Grusonwerke entwickeln den Panzerkampfwagen I. 4.800 Panzer wurden bis zum Kriegsende an die Wehrmacht ausgeliefert.
Tausende Magdeburger, die dem NS-Regime kritisch gegenüberstanden, werden bis 1941 verhaftet oder emigriert. Sogenannte „Nicht-Arier“ werden aus ihren Berufen gedrängt und später in Konzentrationslager geschickt. Von 2173 Mitgliedern der jüdischen Gemeinde leben danach noch 83. Dies, und die Einziehung von allen tauglichen deutschen Männern im Jahre 1942 sorgen dafür, dass in den Magdeburger Fabriken Fremdarbeiter angestellt werden müssen, die aus den besetzten Ländern rekrutiert wurden und als billige Arbeitskräfte eingesetzt werden. Durch den hohen Anteil an Fremdarbeitern in der Industrie, in einigen Betrieben bis zu 65 %, geht die nationalsozialistische Führung unmoralisch mit Kriegsgefangenen und Insassen der Konzentrationslager um. Ab 1943 werden Außenlager der KZ Buchenwald und Ravensbrück in der Nähe der Magdeburger Werke errichtet. Die Insassen arbeiten bis zu 12 Stunden, sieben Tage die Woche.
Die Rüstungsproduzenten Polte mit 12.000 Beschäftigten, Krupp-Gruson mit 10.000 Beschäftigten und Junkers mit 15.500 Beschäftigten bildeten mit dem Treibstoffhersteller BRABAG eine der kriegswichtigsten Ballungsgebiete von Produktionsstätten. Dies machte Magdeburg zu einem wichtigen Ziel der alliierten Luftangriffe. Die Stadt wurde am 16. Januar 1945 durch einen Luftangriff zerstört, 90 % der Innenstadt und 60 % der gesamten Stadt waren betroffen. Etwa 2.000 bis 2.500 Menschen kamen um ihr Leben.

### Nachkriegszeit und Wende
Die Wirtschaft nach dem Krieg im neugebildeten Bezirk Magdeburg war einerseits durch großflächige Landwirtschaft in der Börde und Altmark geprägt, andererseits durch die Schwermaschinenkombinate, weswegen Magdeburg in der DDR als „Stadt des Schwermaschinenbaus“ galt.
Das Grusonwerk wurde Mitte 1946 zunächst eine Sowjetische Aktiengesellschaft (SAG), Ende 1953 mit 11.500 Mitarbeitern zum VEB Schwermaschinenbau „Ernst Thälmann“ und schließlich 1969 zum Schwermaschinenbau-Kombinat „Ernst Thälmann“ (SKET). Weitere Maschinenbaubetriebe waren die VEB Schwermaschinenbau „Karl Liebknecht“ oder die VEB Schwermaschinenbau Georgi Dimitroff, in welchen die zahlreichen Maschinenbaufirmen aus der Zeit vor 1945 zusammengefasst wurden. Bis 1953 trugen die Magdeburger Großbetriebe als SAG-Betriebe zur Erfüllung der Deutschland auferlegten Reparationsverpflichtungen bei. 1990 konnten viele 1972 enteignete Betriebe wieder in Privathand geführt werden.
Doch im Zuge der Wende hatten die großen Industriekombinate schwere strukturbedingte Schwierigkeiten beim Übergang in die Soziale Marktwirtschaft und brachen zusammen, weil ihre technischen Anlagen meist veraltet waren, sie durch einen hohen Einsatz von Arbeitskräften geprägt waren und schwere Umweltschäden verursachten. Dies sorgte für einen Verlust von mehreren Tausend Arbeitsplätzen. Erst Jahre später erholte sich die Region langsam und konnte eine stetige wirtschaftliche Erholung vorweisen. Auch einige der großen Schwermaschinenkombinate wie das SKET konnten in veränderter Form überleben und haben sich bis heute größtenteils erholt. Die Strukturschwäche der Region im Vergleich zu den alten Bundesländern bleibt jedoch bestehen, was sich auch im hohen Leerstand der ehemaligen Industriegebiete ausprägt.
Neben den historischen Industrie- und Gewerbegebieten wurden vor allem in den Jahren nach der Wende neue Gebiete erschlossen. Im Norden der Stadt an der A 2 wurde das Industrie- und Logistikcentrum Rothensee (ILC) in direkter Nachbarschaft zum Hafen Magdeburg geschaffen. Auch der Hafen erfuhr eine stetige Erweiterung, so entstand 2008 der Hansehafen. Auch im Süden der Stadt entstand entlang der A 14 zusammen mit Osterweddingen das gemeinsame Gewerbegebiet Magdeburg/Sülzetal.
Im Gegensatz zu diesen modernen Gebieten stehen die Altstandorte wie das Gewerbegebiet SKET Freie Straße oder das Gewerbegebiet Ölmühle. Markantes Merkmal in vielen der historischen Standorte ist jedoch der teilweise hohe Leerstand der Industrieanlagen. Neben dem Abriss der leerstehenden Anlagen oder dem direkten Wiedereinzug von Unternehmen gibt es vielerorts auch den Versuch, alte Fabrikhallen in Veranstaltungsorte umzufunktionieren. Unter den gelungenen Konzepten als Veranstaltungsort für Konzerte, Discos und Kongresse befindet sich die Factory, das Triebwerk, die Sackfabrik, die Halber85, das Kulturwerk Fichte und die Kulturfabrik. Die Aerosol-Arena, eine ehemalige Brotfabrik am Klosterkamp, wurde zu einer Hall of Fame umfunktioniert, auf der auch diverse Veranstaltungen stattfinden.

## Wirtschaftszweige
Aufgrund der günstigen Verkehrslage und dem fruchtbaren Boden der Magdeburger Börde ist Magdeburg einer der ältesten Industriezentren Deutschlands. Bis zum 19. Jahrhundert stützten sich Handel und Elbverkehr auf Vorrechte wie Stapel-, Markt-, Zoll- und Münzrecht. Heute gehören der Maschinen- und Anlagenbau, die Logistikbranche, die Umwelttechnologie und Kreislaufwirtschaft, die Gesundheitswirtschaft, die Kultur- und Kreativwirtschaft und die Informations- und Kommunikationstechnologiebranche zu den wichtigsten Wirtschaftsschwerpunkten der Stadt.

### Maschinen- und Anlagenbau

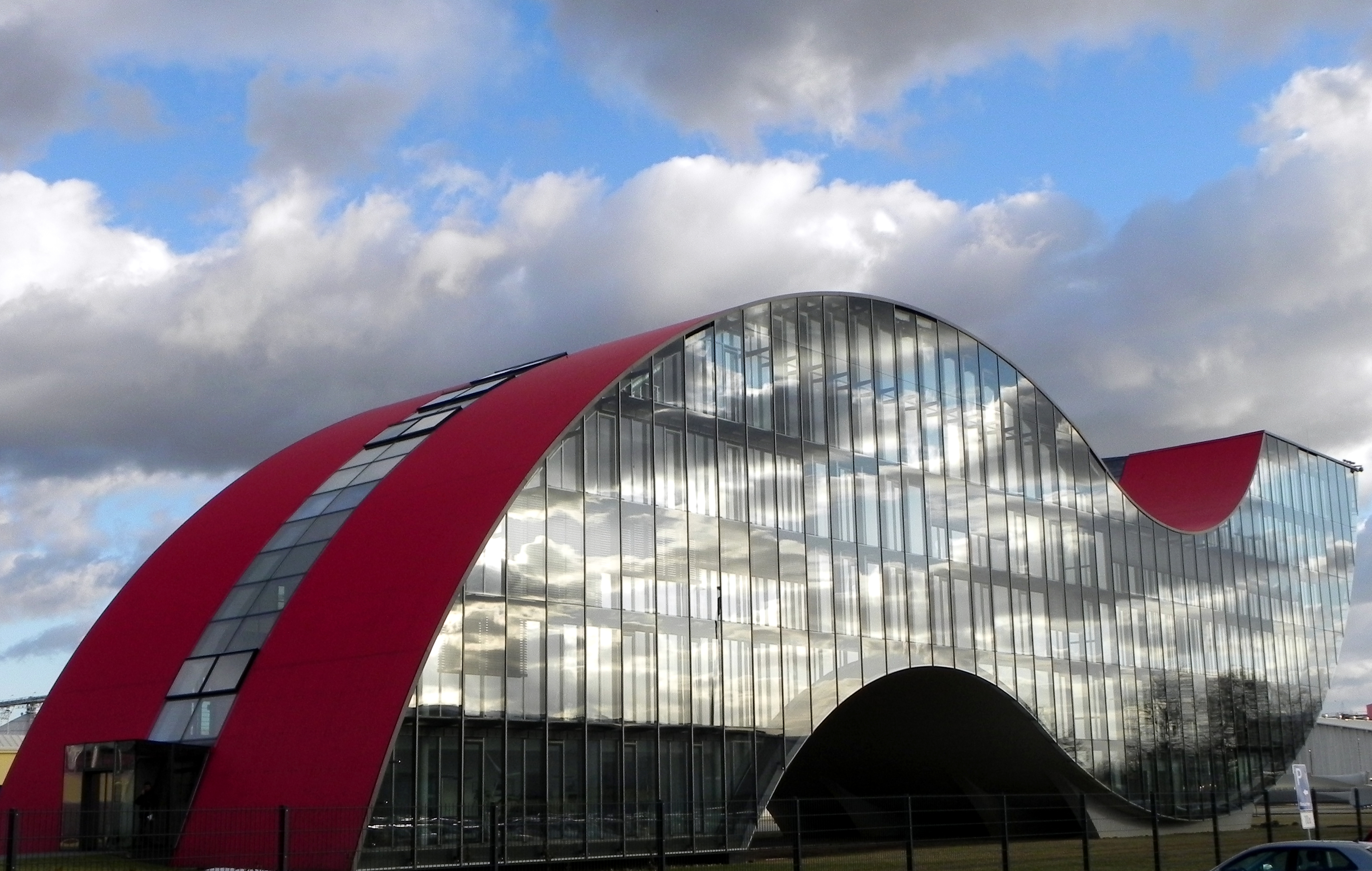
Enercon-Geschäftshaus

Mit über 11.000 Beschäftigten in rund 60 Unternehmen bildet der Maschinen- und Anlagenbau den größten Wirtschaftszweig in Magdeburg. Diese Branche ist in Magdeburg durch historische Unternehmen wie die „Magdeburger Dampfschifffahrt-Companie“, die Maschinenfabrik „Alte Bude“, das Armaturenwerk „Schäffer & Budenberg“, die „Maschinen-Fabrik und Schiffsbauwerkstatt H. Gruson Buckau-Magdeburg“ oder die Armaturenfabrik Polte traditionell tief verwurzelt und hat seit 1838 einen Weltruf. Im Wirtschaftsleitbild der Landeshauptstadt hat der Stadtrat diese als besonders wichtige Branche benannt. Die Magdeburger Unternehmen agieren auf nationalen und internationalen Märkten. Auch an der Universität, an der Fachhochschule und an zahlreichen Forschungseinrichtungen der Stadt liegt der Forschungsschwerpunkt im Bereich des Maschinen- und Anlagenbaues.
Große historisch verwurzelte aber auch neu angesiedelte Unternehmen sind in Magdeburg beheimatet. Zu ihnen gehören Unternehmen wie FAM Magdeburger Förderanlagen und Baumaschinen, SKET, Enercon, VAKOMA Production GmbH, SAM Stahlturm- und Apparatebau Magdeburg GmbH, ABP Maschinenbau GmbH, MMB Magdeburger Maschinenbau, MAM Maschinen- und Anlagenbau Magdeburg GmbH oder SIGMA Maschinenbau GmbH.

### Logistik

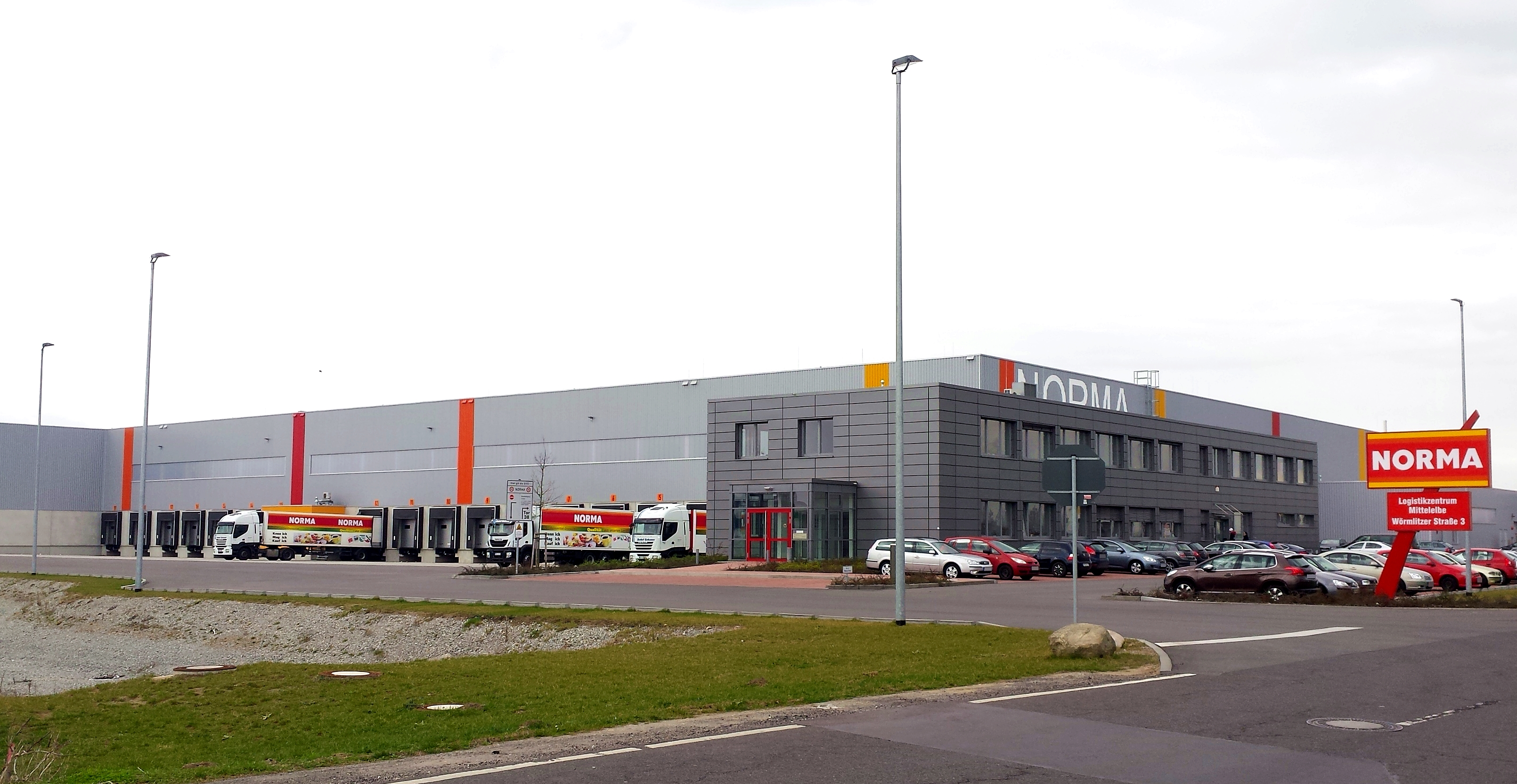
NORMA Logistikzentrum

Die Logistikbranche ist in Magdeburg einer der wichtigsten Wirtschaftszweige. Die gute Verkehrsanbindung machen die Stadt zu einem zentralen Verkehrsknotenpunkt im mittleren Deutschland. Die Landeshauptstadt liegt an der A 2 Hannover – Berlin und an der A 14 Magdeburg – Leipzig, wobei diese nach Norden Richtung Schwerin weiter ausgebaut werden soll. Die Anbindung des Eisenbahnknotens Magdeburg mit seinem Rangierbahnhof in Magdeburg-Rothensee an das internationale Schienennetz, auch in Richtung Hamburger und Rostocker Hafen, ermöglichen einen Leistungsstarken Schienenverkehr. Durch den Ausbau des Eisenbahnknotenpunktes Magdeburg durch die Deutsche Bahn in den kommenden Jahren werden die Kapazitäten des Schienenverkehrs weitaus vergrößert. Ein dritter wichtiger Faktor ist die Lage am Wasserstraßenkreuz Magdeburg im Schnittpunkt von Elbe, Mittellandkanal und Elbe-Havel-Kanal. Im Norden von Magdeburg liegt der Hafen Magdeburg, einem der größten Binnenhäfen Deutschlands und einer Anbindung an das Autobahn- und Schienennetz.
Diese Trimodalität macht die Landeshauptstadt zu einem wichtigen Logistikstandort und zu einer bedeutenden Hafenhinterlanddrehscheibe.
30 km südlich von Magdeburg befindet sich der Flughafen Magdeburg-Cochstedt, welcher durch Ausbau eines Industrie- und Gewerbegebiet und zwei großer Cargo-Hallen Frachtflugverkehr anbieten kann. Das Logistikzentrum Magdeburg liegt außerdem im Dreieck der großen Flughäfen Halle-Leipzig, Hannover und Berlin-Schönefeld.
Das Industrie- und Logistikcentrum Rothensee (ILC) in direkter Nachbarschaft zum Hafen Magdeburg mit dem Güterverkehrszentrum, der A 2 und Anbindung an das Schienennetz ist mit seinen 307 Hektar Gesamtfläche und knapp 35 Industrie- und Logistikunternehmen das größte Industriegebiet Magdeburgs und das größte Logistikzentrum Sachsen-Anhalts. Die Nähe zum Hauptzollamt ermöglicht eine schnelle Abwicklung internationaler Verkehre. Das ILC beherbergt große Logistikunternehmen wie das Norma-Logistikzentrum, Gunz Warenhandels Logistikzentrum GmbH, die Kraftverkehr Nagel GmbH, Scania und die Dachser GmbH. Weitere Logistikunternehmen im Wirtschaftsraum Magdeburg sind das Logistikzentrum EDEKA, das Logistikzentrum der GEHE Pharma Handel GmbH, die Ritter Logistik GmbH oder die Vossmann Logistik GmbH.
Auch die Forschung und Wissenschaft widmet sich dem Thema Logistik. An der Otto-von-Guericke-Universität werden Aufgabenschwerpunkte der betriebswirtschaftlichen Entscheidungsprobleme auf dem gesamten Feld des Logistikmanagements untersucht. Außerdem ist das Institut für Logistik und Materialflusstechnik dort angesiedelt, welches sich ebenfalls mit dem Themenfeld Technische Logistik beschäftigt. Außerdem arbeitet die Universität zusammen mit weiteren Partnern in Sachsen-Anhalt in der angewandten Logistik- und Verkehrsforschung am Referenzprojekt „Transport Galileo“ mit der gezielten Entwicklung von Innovationen im Verkehrs-, Mobilitäts- und Logistiksektor. Für die Umsetzung werden das europäische Satellitennavigationssystem sowie weitere satellitengestützte und terrestrische Ortungs-, Navigations- und Kommunikationssysteme genutzt. An der Fachhochschule Magdeburg-Stendal werden Studenten im Bereich der Logistikwirtschaft und Infrastruktur spezialisiert.

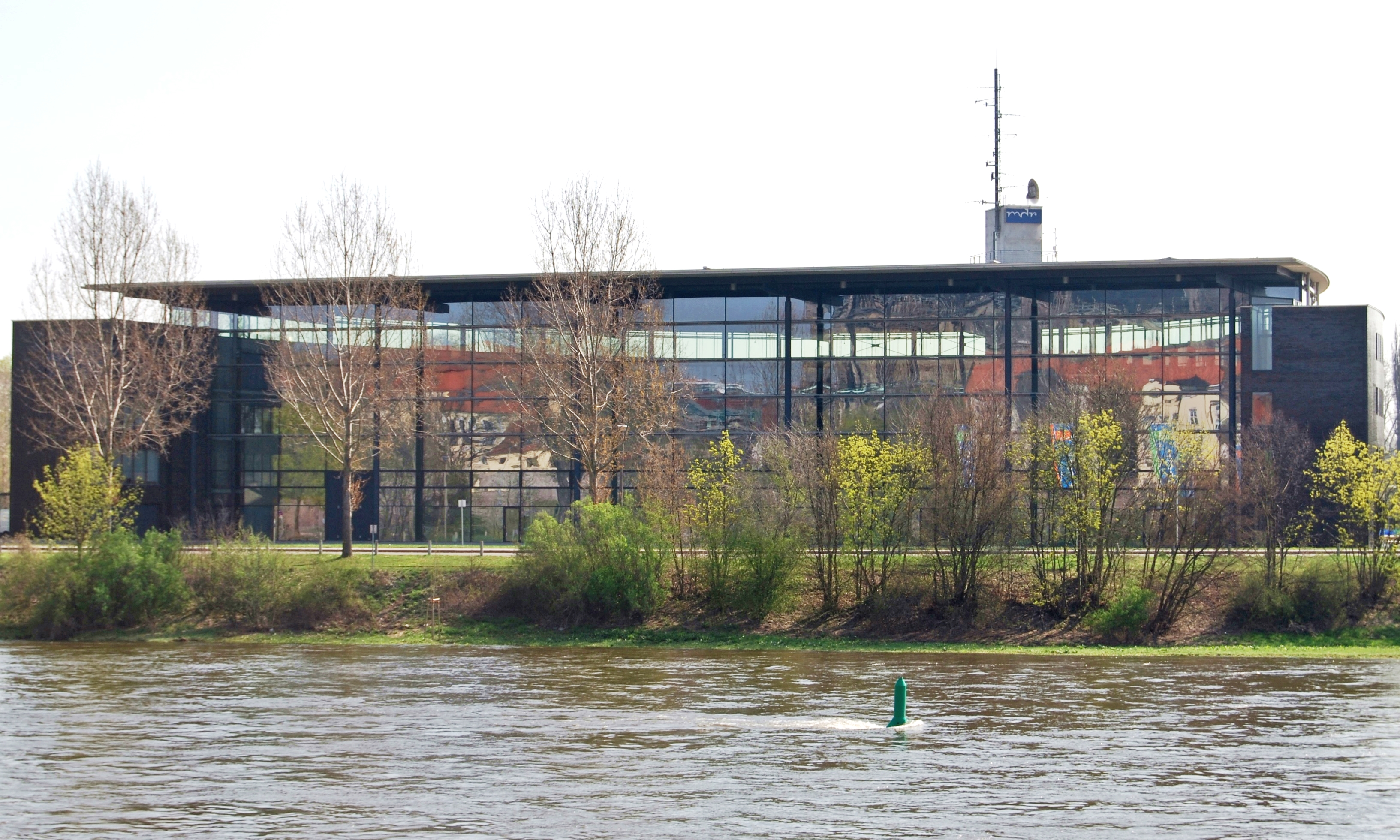
Landesfunkhaus des MDR

### Kultur- und Kreativwirtschaft
Die Kultur- und Kreativwirtschaft ist ein stetig wachsender Wirtschaftszweig in Magdeburg, der sich mit der Schaffung, Produktion, Verteilung und medialen Verbreitung von kulturellen und kreativen Gütern und Dienstleistungen befasst. Zurzeit arbeiten in Magdeburg 5.000 Erwerbstätige in fast 100 Unternehmen, also 7,9 % der Gesamtwirtschaft, in der Branche, welche 40 % der Branchenumsätze des Landes Sachsen-Anhalt ausmachen. Damit ist der Anteil am Gesamtwirtschaftsaufkommen überdurchschnittlich hoch. Der Umsatzanteil an der Gesamtwirtschaft in Magdeburg liegt mit jährlich 300 Millionen Euro bei 4,9 % und ist somit deutlich über dem Bundesdurchschnitt von 2,6 %. Die Unternehmen in Magdeburg verteilen sich auf die Bereiche Architektur, Buchmarkt, Darstellende Künste, Design, Film, Fotografie, Musik, Presse, Rundfunk, Software/Games und Werbung.
Der Kreativstandort Magdeburg zeigt jedoch eine gewisse Kleinteiligkeit auf, weswegen bis auf einige Ausnahmen Unternehmen kaum in überregionale Erscheinung treten. Größte Unternehmen sind der MDR mit seinem Landesfunkhaus, in welchem Hörfunk- und Fernsehstudios integriert sind, die Radiosender SAW und Rockland im Hansapark oder die Tageszeitung Volksstimme. Auch regionale Fernsehsender wie der MDF.1, der Offene Kanal und kulturMD sind in Magdeburg beheimatet. Daneben existieren auch kleinere Film- und Werbeproduktionsunternehmen wie Media Portrait, Freistil Film, blende 39 oder Improma.
2012 wurde eine verwaltungsinterne Lenkungsgruppe entwickelt, welche eine Schnittstelle zwischen der Kreativszene und der Politik bildet. Außerdem entsteht in der Brandenburger Straße in der ehemaligen Kunstgewerbe- und Handwerkschule nahe dem Magdeburger Hauptbahnhof, ein Kultur- und Kreativwirtschaftszentrum. Für verschiedene Unternehmen stehen über 3.000 m² Nutzfläche zur Verfügung. Das Areal trägt den traditionsreichen Namen „Forum Gestaltung“.

### Gesundheitswirtschaft
Der Bereich der Gesundheitswirtschaft ist eine bedeutende Branche für die Region geworden und befindet sich deshalb im Wirtschaftsleitbild der Stadt Magdeburg. Schwerpunkte sind die Medizintechnik, Medikamentenherstellung und Hirnforschung. International gilt Magdeburg auch als neurowissenschaftliches Zentrum. Zusammen mit der Stadt Halle (Saale) bildet Magdeburg ein Zentrum für die Gesundheitswirtschaft, in der sich zusammen 27 % der Branchen-Beschäftigten des Bundeslandes befinden.
Das Magdeburger Netzwerk InnoMed e.V. verbindet verschiedene Unternehmen, Institute und Forschungseinrichtungen der Medizintechnik. Neben rein medizintechnischen Aufgabenbereichen werden auch verstärkt allgemeinere Themen der Gesundheitswirtschaft bedient. In Magdeburg ansässige Unternehmen aus der Gesundheitswirtschaft sind HUMAN Diagnostics, HASOMED GmbH oder VRSystems GmbH.
An der Otto-von-Guericke-Universität bilden die Neurowissenschaften einen Exzellenzschwerpunkt. 2007 wurde das Center for Behavioral Brain Sciences (CBBS) gegründet und somit eine fakultätsübergreifende Kooperation zum Beispiel mit dem Leibniz-Institut für Neurobiologie geschaffen. Am Lehrstuhl für Medizinische Telematik und Medizintechnik werden Forschungsschwerpunkte wie Medizinische Bildgebung für Operationsräume, Intelligente Werkzeuge für minimalinvasive Operationen und Telemedizin behandelt. Außerdem wird an der Universität seit 2014 der Studiengang Medizintechnik angeboten. An der Fakultät für Informatik beschäftigt sich das Institut für Simulation und Graphik mit Gebieten der Gesundheitswirtschaft. An der Medizinischen Fakultät sind 30 % der Professuren neurowissenschaftlich orientiert. Dort existiert auch die Deutsche Akademie für Mikrotherapie als Lehreinrichtung für mikrotherapeutische Verfahren.
Neben dem Universitätsklinikum Magdeburg und dem Klinikum Magdeburg als Maximalversorger, existieren in Magdeburg die Pfeiffersche Stiftungen und das Krankenhaus St. Marienstift Magdeburg. Magdeburg ist außerdem Sitz der AOK Sachsen-Anhalt und der IKK gesund plus.

### Umwelttechnologie und Kreislaufwirtschaft
Die Bereiche der Umwelttechnologie und Kreislaufwirtschaft werden in Zeiten der globalen Umweltverschmutzung immer wichtiger und befindet sich deshalb im Wirtschaftsleitbild der Landeshauptstadt. Während die Kreislaufwirtschaft sich damit beschäftigt, eingesetzte Rohstoffe nach ihrer Verwendung als Ware zurück in den Produktionsprozess zu bringen, beschäftigt sich die Umwelttechnik mit technischen und technologischen Verfahren zum Schutz der Umwelt.
Mehrere Entsorgungs- und Recycling-Unternehmen wie die STORK Umweltdienste GmbH, LRP-Autorecycling Magdeburg GmbH, Resource Recycling Industries oder FEGERT Recycling haben sich in den letzten Jahren und Jahrzehnten in Magdeburg angesiedelt. Und auch im Bereich der Umwelttechnik haben sich Betriebe wie eab-solar angesiedelt. Am Magdeburger Hafen steht das Müllheizkraftwerk Magdeburg-Rothensee, welches jährlich rund 650.000 t Restabfall verarbeitet. Neben dem bereits bestehenden Biomasseheizkraftwerk Magdeburg-Rothensee wird zurzeit im Stadtteil Cracau ein weiteres Biomasseheizkraftwerk gebaut. Das Prokon-Bio-Ölwerk Magdeburg stellt aus Raps Biodiesel, Rapsölraffinat, Pharmaglycerin und Rapsschrot her. Der aus zwei Ölwerken bestehende Betrieb verfügt über eine Produktionskapazität von rund 325.000 Tonnen. Mit Fertigstellung eines dritten Bio-Ölwerks wird die Produktionskapazität auf etwa 600.000 Tonnen erweitert. Das Bio-Ölwerk Magdeburg gehört damit zu den größten Pflanzenölproduzenten Deutschlands.
Magdeburg hat sich mit Enercon und Vestas Wind Systems im Bereich der alternativen Energien in den letzten Jahren zu einem Standort für die Herstellung von Windkraftanlagen entwickelt und ist selbst Standort für Windkraftanlagen. Neben der Windkraft nutzt die Stadt mithilfe von Solaranlagen auch die Sonnenkraft, die mit 15 Hektar größte Anlage, der Solarpark Magdeburg, befindet sich am Cracauer Anger.
An der Fachhochschule Magdeburg-Stendal existieren im Fachbereich der Wasser- und Kreislaufwirtschaft mehrere Studiengänge wie die Ingenieurökologie, Recycling und Entsorgungsmanagement und Water Engineering.
Das 1991 gegründete ifak – Institut für Automation und Kommunikation forscht im Bereich der Prozessindustrie und der Umwelttechnik. Außerdem ist das Helmholtz-Zentrum für Umweltforschung in Magdeburg beheimatet, welches sich mit den Bereichen „Erde und Umwelt“, „Gesundheit“ und „Energie“ beschäftigt.

### Informations- und Kommunikationstechnologiebranche

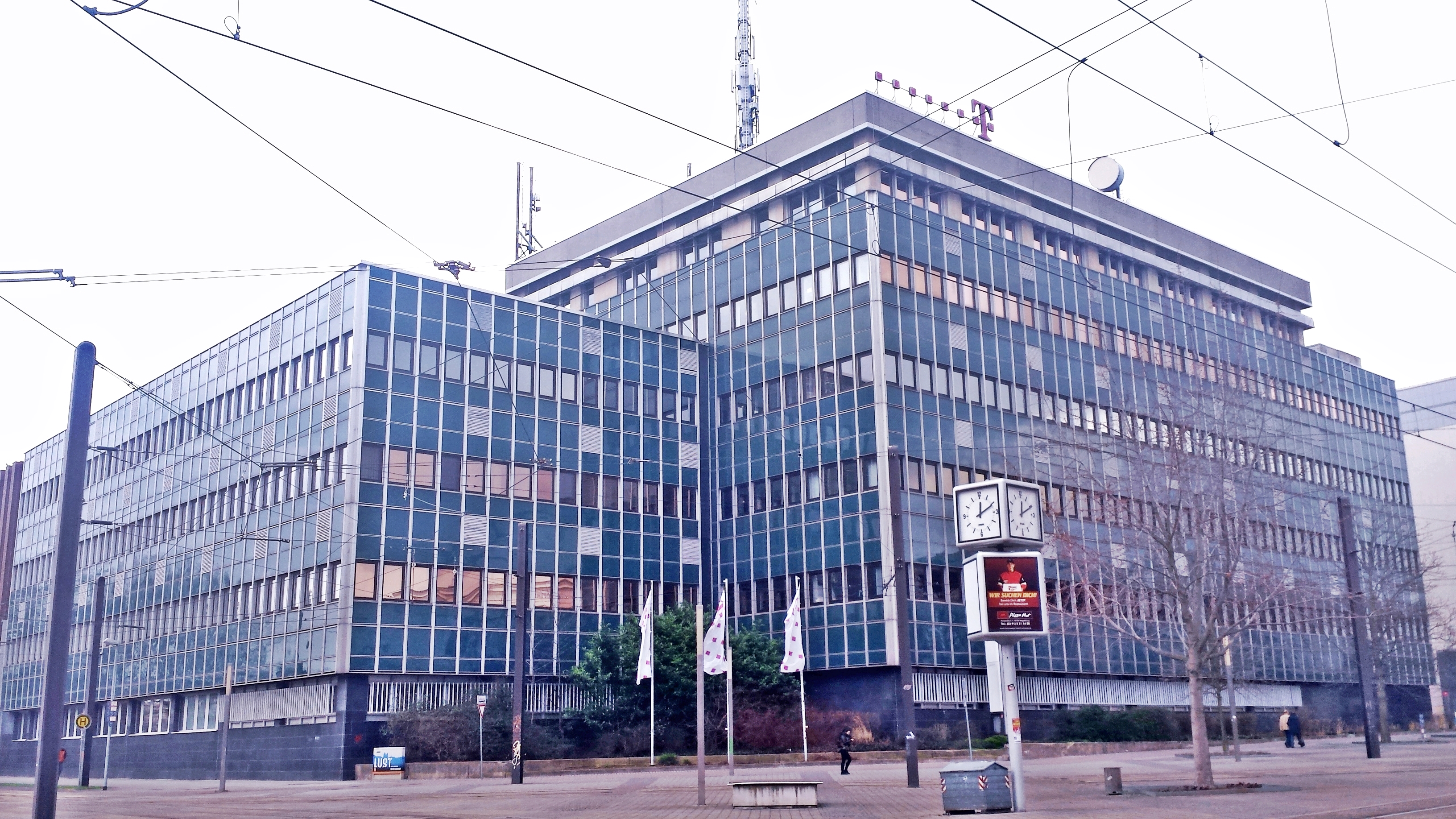
Telekom-Gebäude am Universitätsplatz

In Zeiten schnell voranschreitender Technologieentwicklungen wird die Informations- und Kommunikationstechnologiebranche immer wichtiger. In Magdeburg und der näheren Umgebung hat sich in den letzten Jahren ein Netzwerk von Kommunikations- und IT-Unternehmen herausgebildet. Alleine in Magdeburg arbeiten über 5.500 Menschen in der Branche. Standortvorteile sind die Nähe zu diversen Forschungseinrichtungen, der Otto-von-Guericke-Universität sowie der Fachhochschule Magdeburg-Stendal, an denen Fachkräfte der Informations- und Kommunikationsbranche ausgebildet werden. Speziell die Universität bietet an der Fakultäten für Informatik und der Fakultät für Elektrotechnik und Informationstechnik mehrere fachspezifische Studiengänge an.
In Biere bei Magdeburg eröffnete T-Systems 2014 mit knapp 40.000 m² das größte Rechenzentrum Deutschlands. In Magdeburg betreibt T-Systems bereits ein Rechenzentrum, welches baugleich mit dem in Biere ist. Gemeinsam bilden diese Anlagen damit ein TwinCore-Rechenzentrum, in dem die Anwendungen und Kundendaten parallel laufend gespeichert werden. Im Falle des Ausfalls eines der beiden Rechenzentren, greift das andere ein. Neben T-Systems haben mit der Telekom, Siemens und IBM weitere IT-Dienstleistungsführer ihre Niederlassung in Magdeburg. Andere ansässige IT-Dienstleister sind DATEV, regiocom SE oder Crafting IT.
Ein weiterer wichtiger Bereich sind die zahlreichen Call- und Servicecenter. Zu den größten gehört das Bosch Communication Center, Otto Kreditcenter Magdeburg, regiocom SE, Walter Services GmbH, Business Communication GmbH, Arvato und Sitel GmbH.

### Tourismus

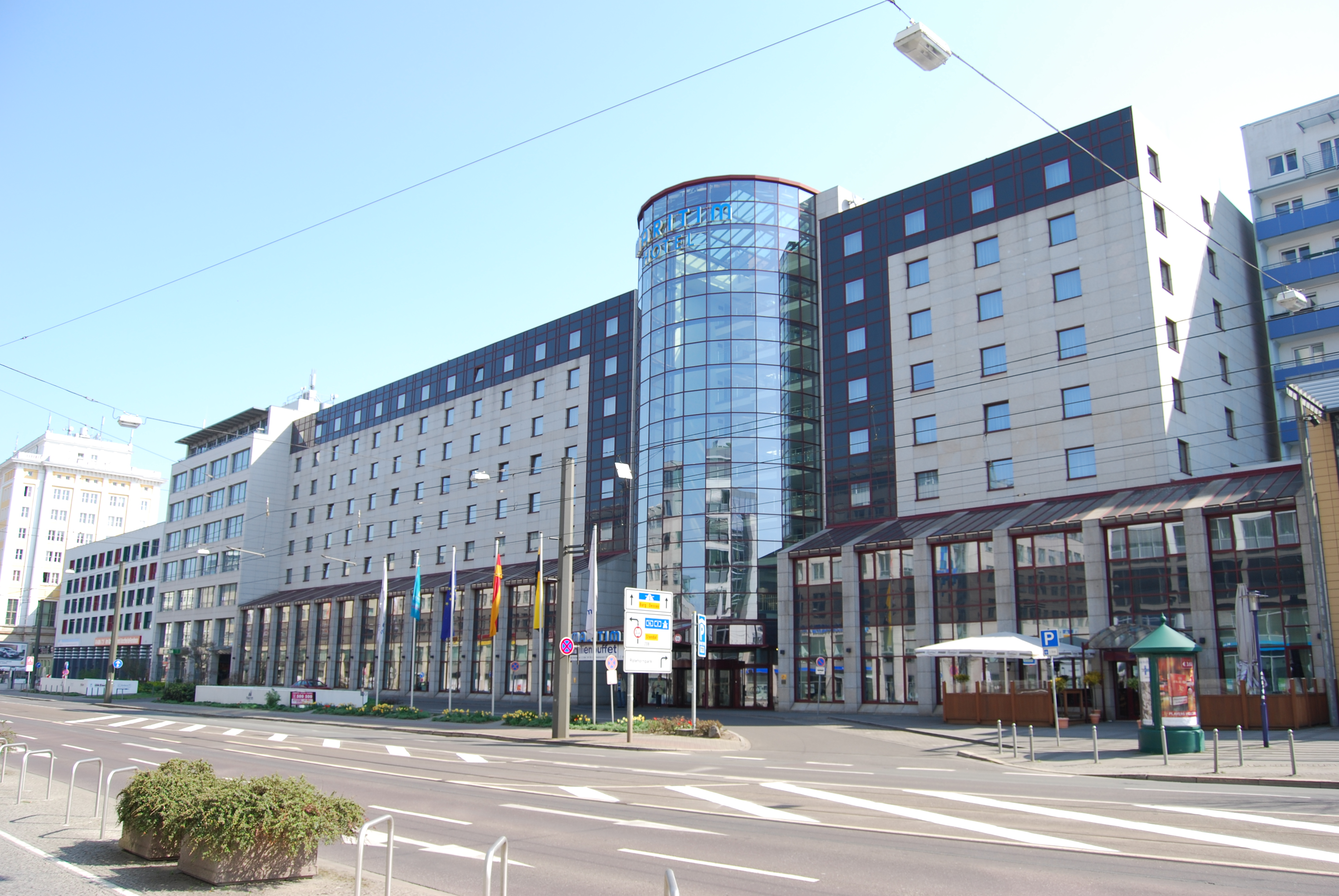
Das größte Hotel Magdeburgs, das Maritim-Hotel, bietet auch Platz für Kongresse und Tagungen

Magdeburg bietet mit seinen zahlreichen Sehenswürdigkeiten, Kultur- und Freizeitangeboten, sportlichen Veranstaltungen und großzügigen Grünflächen die Grundlage für seine stetig wachsende Tourismusbranche. Über 553.000 Gäste übernachten 2013 in Magdeburg, darunter befinden sich auch knapp 76.000 aus dem Ausland. Sie sorgten für einen Bruttoumsatz von über 80 Millionen Euro. Dazu gesellen sich jährlich etwa 8 Millionen Tagesbesucher, welche für einen Bruttoumsatz von insgesamt 248 Millionen Euro sorgen. Magdeburg liegt somit unter den 40 meistbesuchten deutschen Städten. Im Gegensatz zum Rekordtiefpunkt im Jahr 2000 konnte die Landeshauptstadt die Übernachtungszahl um fast 50 % steigern.
Die Magdeburger Hotellandschaft besteht aus über 40 Unterkünften mit einer Bettenkapazität von rund 5200 Betten, dessen Auslastung bei rund 40 Prozent liegt. Die Verweildauer der Hotelgäste aus Deutschland beträgt im Durchschnitt 1,6 Tage, die der Gäste aus dem Ausland 1,7 Tage. Mit ihren 4 Sternen gehören das Best Western Hotel Geheimer Rat, das Ratswaage-Hotel, das Ramada-Hotel und Plaza-Hotel neben dem Herrenkrug Parkhotel an der Elbe und dem Maritim-Hotel mit jeweils 4-Sternen-superior zu den bestklassifizierten Hotels in Magdeburg. Hauptsächlich verantwortlich für das Marketing der Stadt Magdeburg ist die Magdeburg Marketing Kongress und Tourismus GmbH (MMKT GmbH).

### Messe- und Kongresswirtschaft
Die Messewirtschaft hat in Magdeburg historische Wurzeln. Bereits 1035 wurde Magdeburg zur Messestadt erklärt und gab der Stadt das Recht Handelsausstellungen und Konventionen abzuhalten. Besucher aus vielen Ländern trieben in Magdeburg auf dem kleinen Handelsgebiet an der Furt Handel. Bis 1922 entstand im Rotehornpark ein Messe- und Ausstellungszentrum, welche Magdeburg zu einem führenden Messezentrum in Deutschland machte. Eine der größten und erfolgreichsten Ausstellung dieser Zeit war die Internationale Theaterausstellung 1927. Im Rahmen dieser Ausstellung entstanden weitere Ausstellungshallen, die Stadthalle und der Aussichtsturm. Nachdem im Zweiten Weltkrieg das Areal größtenteils zerstört wurde, benötigte man ein neues Messegelände. Doch erst 1999 entstand im Rahmen der 25. Bundesgartenschau mit der 12.000 m² großen Messe Magdeburg das größte Messegelände der Region. Jährlich werden fast 30 Messe abgehalten.
Neben den Messen ist Magdeburg auch Austragungsort nationaler und internationaler Tagungen und Kongresse. Zu den größten Tagungs- und Kongresszentren gehören die Stadthalle, die GETEC Arena, das AMO Kultur- und Kongreßhaus, das Kongress- und Kulturwerk Fichte, das Tagungs-Center Magdeburg oder das Gesellschaftshaus im Klosterbergegarten. Auch Hotels wie das Maritim-Hotel und das Ramada-Hotel bieten Platz für große Tagungen und Kongresse an.

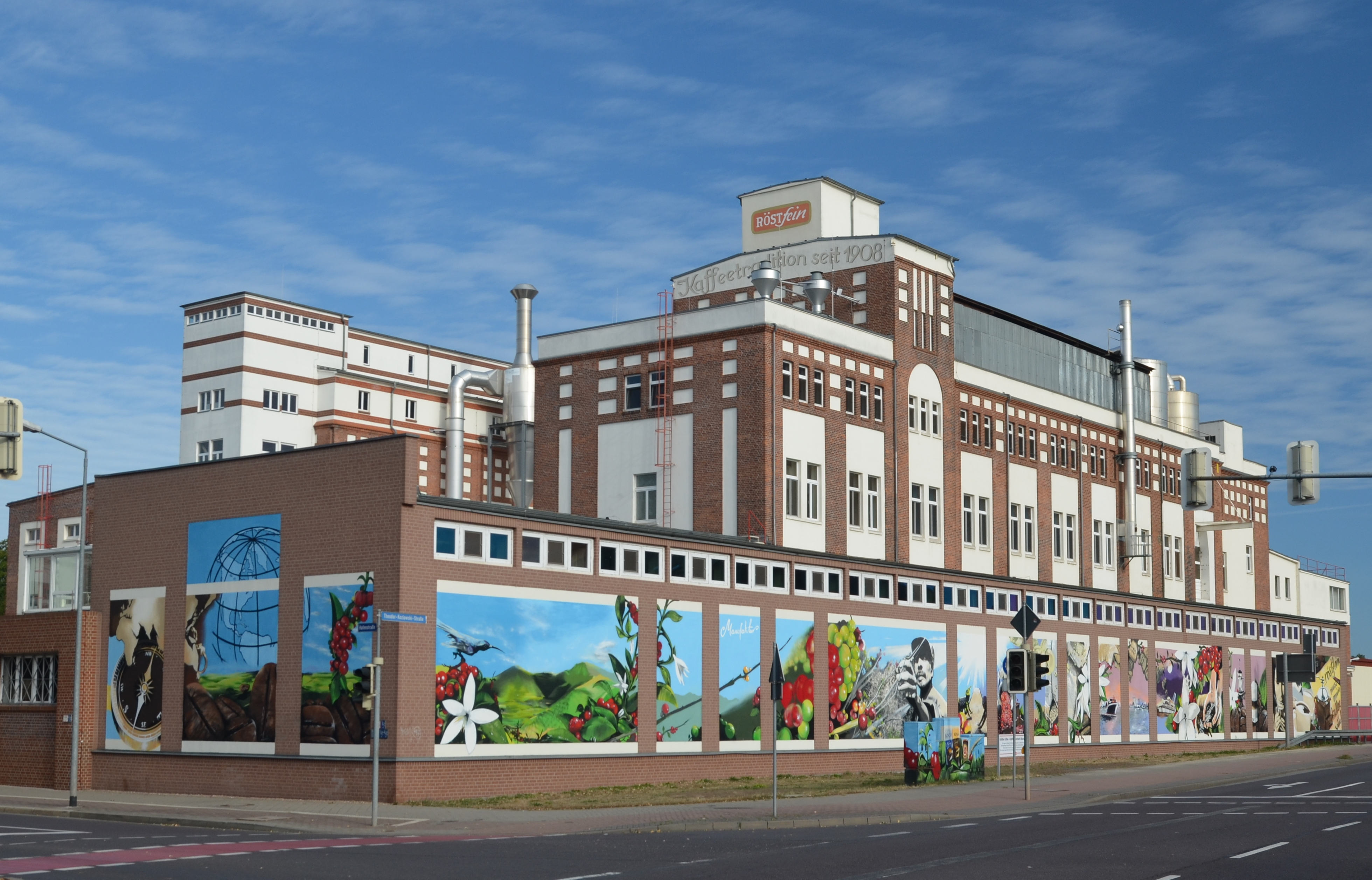
Röstfein Kaffee-Fabrik

### Lebensmittelwirtschaft
Die Lebensmittelwirtschaft spielt in Magdeburg seit Jahrhunderten eine wichtige Rolle. Die Landwirtschaft profitiert schon seit Jahrhunderten vom Boden der Magdeburger Börde, einem Boden mit der besten Bodenqualität, welcher Voraussetzung für die Ernährungswirtschaft ist. Das Magdeburger Stapelrecht führte im Mittelalter dazu, dass sich der Getreidehandel an der mittleren Elbe monopolisierte. Im Kornhandel galt die Stadt wegen seiner zentralen Stellung als „Brothaus der Hanse“. Noch heute finden sich in und um Magdeburg zahlreiche Unternehmen der Getreideindustrie. Auch verarbeitende Gewerbe wie die Magdeburger Mühlenwerke GmbH, welche jährlich über 250.000 t Getreide verarbeiten, oder die Großbäckerei Harry im gemeinsamen Gewerbegebiet Magdeburg/Sülzetal befinden sich dort.
Die Magdeburger Börde macht Magdeburg im Spätmittelalter auch zu einer Hochburg des Bierbrauens. Um 1500 existierten in Magdeburg rund 500 Brauhäuser. Mit dem Wechsel zum industriellen Brauen änderte sich diese Situation schnell; zahlreiche Brauereien wurden geschlossen. 1900 gab es noch 24 Brauereien im Magdeburger Stadtgebiet, nur drei von ihnen überlebten den Krieg und wurden im VEB Getränkekombinat Magdeburg vereint: die Diamant-Brauerei, die zur Börde-Brauerei umbenannte Brauerei Bodenstein und die Sudenburger Brauhaus. Von ihnen überlebte auf einige Zeit nur die Diamant-Brauerei, welche aber auch 1994 geschlossen wurde. Der Versuch in Magdeburg wieder Bier zu brauen, blieb einige Zeit erfolglos. 2006 erfolgte die Neugründung der Privatbrauerei Diamant, jedoch nur in kleinen Absätzen. 2014 startet der Versuch durch Ulf Steinforth, Gründer von Sport Events Steinforth, das Sudenburger Bier wiederzubeleben. Dafür sicherte er sich die Markenrechte am „Magdeburger Getränkekombinat“. Zwar wird das Bier noch im oberfränkischen Naila gebraut, angestrebt ist jedoch das Bier wieder in Magdeburg zu brauen.
Der Abtshof Magdeburg ist ein Hersteller von Spirituosen und durch seine Absinthe überregional bekannt. Als erstes Unternehmen Deutschlands stellt es seit 1993 koschere Spirituosen her. Das 1908 in Magdeburg gegründete Unternehmen Röstfein, der einzige Kaffeehersteller in den neuen Bundesländern, beschäftigt rund 150 Mitarbeiter in Magdeburg. Seit 1991 hat der Fruchtsafthersteller Albi einen Produktionsstandort in der Landeshauptstadt, wo die Säfte in gängige Verpackungsformen abgefüllt wird.

### Finanzwesen
1865 schufen Magdeburger Ratsherren nach Vorbild der Hamburger Feuerkasse die „General-Feur-Cassa in der Stadt Magdeburg“. Somit ist Magdeburg der zweitälteste öffentlich-rechtliche Versicherungsstandort in Deutschland. Durch das Aufkommen der privaten Versicherungswirtschaft im 19. Jahrhundert entstanden in Magdeburg Gesellschaften mit weltweiten Aktivitäten. Die „Magdeburger Feuerversicherungs-Gesellschaft“ war zu seiner Zeit Marktführer, womit auch Magdeburg überregional als Versicherungsstadt galt. Aus ihr entwickelte sich der erste deutsche Versicherungskonzern. Weitere wichtige Versicherungsgesellschaften waren die „Wilhelma Allgemeine Versicherungs-AG“, die „Magdeburger Lebens-Versicherungs-Gesellschaft“ und die „Magdeburgische Land-Feuersozietät“. Mit der 1991 gegründeten Öffentlichen Versicherungen Sachsen-Anhalt (ÖSA) ist Magdeburg Sitz des einzigen Unternehmens dieses Wirtschaftszweiges in Sachsen-Anhalt. Sie besteht aus der Öffentlichen Feuerversicherung Sachsen-Anhalt und der Öffentlichen Lebensversicherung Sachsen-Anhalt.
Neben Hannover und Braunschweig hat die Norddeutsche Landesbank (Nord/LB) ihren Unternehmenssitz in Magdeburg. Daneben haben außerdem die Investitionsbank Sachsen-Anhalt, die Volksbank Magdeburg, die Stadtsparkasse Magdeburg und die „Bürgschaftsbank Sachsen-Anhalt“ ihren Sitz in der Landeshauptstadt.

### Halbleiterindustrie
Am 15. März 2022 gab der US-amerikanische Halbleiterhersteller Intel die Entscheidung bekannt, dass ab 2023 in Magdeburg zunächst zwei, später weitere sechs Halbleiterfabriken gebaut werden sollten. Die Produktion sollte im Jahr 2027 starten. Vorgesehen war die Produktion von Prozessoren und Grafikchips sowie die Auftragsfertigung. Im September 2024 verschob Intel das Projekt für zwei Jahre. Im Juli 2025 wurde der Bau ganz abgesagt.

## Unternehmen
2014 befinden sich unter den 100 mitarbeiterstärksten Unternehmen Sachsen-Anhalts 18 und unter den 100 umsatzstärksten Unternehmen 16 in Magdeburg, womit die Stadt in beiden Bereichen die Rangliste der jährlich veröffentlichten Studie der NORD/LB anführt.
Mitarbeiterstärkste Arbeitgeber des Landes Sachsen-Anhalt mit Sitz in Magdeburg (Stand Dezember 2014)
| Unternehmen                                           | Arbeitnehmer | Branche                                |
| ----------------------------------------------------- | ------------ | -------------------------------------- |
| Deutsche Bahn AG                                      | 7.529        | Verkehrsgewerbe                        |
| Edeka Märkte                                          | 4.015        | Einzelhandel                           |
| Magdeburger Förderanlagen und Baumaschinen GmbH       | 1.616        | Maschinen- und Anlagenbau              |
| regiocom GmbH                                         | 1.493        | IT- und kaufmännische Dienstleistungen |
| Klinikum Magdeburg gGmbH                              | 1.408        | Gesundheitswesen                       |
| Bosch Communication Center Magdeburg GmbH             | 1.134        | Dienstleistungen                       |
| GETEC Energie Holding GmbH                            | 825          | Energiedienstleistungen                |
| Städtische Werke Magdeburg GmbH                       | 761          | Energie- und Wasserversorgung          |
| I.K. Hofmann GmbH                                     | 734          | Dienstleistungen                       |
| Magdeburger Verkehrsbetriebe GmbH                     | 675          | Personenbeförderung                    |
| Die private Arbeitsvermittlung & Personalleasing GmbH | 657          | Dienstleistungen                       |
| reinEX Dienstleistungen GmbH                          | 565          | Dienstleistungen                       |
| STRABAG AG                                            | 550          | Baugewerbe                             |
| Rothenseer Rotorblattfertigung GmbH                   | 461          | Maschinen- und Anlagenbau              |
| Stadtsparkasse Magdeburg                              | 430          | Kreditgewerbe                          |
| NORD/LB Landesbank für Sachsen-Anhalt                 | 401          | Kreditgewerbe                          |
| MDR                                                   | 385          | Rundfunk, Fernsehen                    |
| SKET GmbH                                             | 342          | Maschinenbau                           |

Umsatzstärkste Arbeitgeber des Landes Sachsen-Anhalt mit Sitz in Magdeburg (Stand Dezember 2014)
| Unternehmen                                     | Umsatz 2013 in Mio. Euro | Branche                                |
| ----------------------------------------------- | ------------------------ | -------------------------------------- |
| Edeka Märkte                                    | 2479,5                   | Einzelhandel                           |
| GETEC Energie Holding GmbH                      | 744,8                    | Energiedienstleistungen                |
| Städtische Werke Magdeburg GmbH                 | 483,5                    | Energie- und Wasserversorgung          |
| Magdeburger Förderanlagen und Baumaschinen GmbH | 351,0                    | Maschinen- und Anlagenbau              |
| Lotto-Toto GmbH Sachsen-Anhalt                  | 186,2                    | Lotterieunternehmen                    |
| Klinikum Magdeburg gGmbH                        | 132,6                    | Gesundheitswesen                       |
| Wohnungsbau-GmbH Magdeburg                      | 100,2                    | Wohnungswesen                          |
| STRABAG AG                                      | 95,2                     | Baugewerbe                             |
| regiocom GmbH                                   | 87,5                     | IT- und kaufmännische Dienstleistungen |
| Nordlam GmbH                                    | 82,9                     | Holzverarbeitende Industrie            |
| SAM Stahlturm- und Apparatebau Magdeburg GmbH   | 79,8                     | Stahlbau                               |
| GA Energieanlagenbau Nord GmbH                  | 70,3                     | Elektroindustrie                       |
| dm-drogerie markt                               | 68,5                     | Einzelhandel                           |
| MAM Maschinen- und Anlagenbau Magdeburg GmbH    | 62,7                     | Maschinen- und Anlagenbau              |
| SKET GmbH                                       | 62,3                     | Maschinenbau                           |
| Schuberth GmbH                                  | 60,0                     | Herstellung von Körperschutzprodukten  |